# Fenstersystem

Der Displayserver (in der Grafik als Wayland Compositor bezeichnet) ist eine zentrale Komponente eines Fenstersystems.

Typische Elemente eines Fensters; Die Fensterdekoration kann entweder von dem Fenstermanager gezeichnet werden (z. B. X11) oder von einem Klienten (z. B. KWin). Der Fensterinhalt ist stets die Domäne des Klienten.

Fenstersystem-basierte grafische Benutzeroberflächen haben mehrere Komponenten, z. B. Gnome-Shell auf Mutter und X.Org-Server

Ein Fenstersystem (englisch windowing system) ist der Unterbau einer grafischen Benutzeroberfläche (GUI), deren Hauptaufgabe die Verwaltung von Programmfenstern ist. Im Normalfall ist es Teil einer größeren Desktop-Umgebung.
Aus der Sicht eines Programmierers implementiert das Fenstersystem die grafischen Basisfunktionen, wie das Darstellen von Schriftarten, Zeichnen von Linien, Kurven und Pixelgrafiken, und das Abstrahieren der Grafikhardware (Grafikkarte).
Das Fenstersystem gestattet es dem Anwender mit mehreren Programmen gleichzeitig zu arbeiten, indem jedes Programm „in“ einem oder mehreren eigenen Bereichen des Bildschirms, den Fenstern, ausgeführt wird, die üblicherweise rechteckig sind, mit dem Zeigegerät (Maus) frei bewegt werden können und einander überlappen dürfen.
Einige Fenstersysteme, wie das X Window System in Unix-artigen Umgebungen, haben erweiterte Fähigkeiten wie Netzwerkstransparenz, die es dem Anwender gestatten die grafische Oberfläche einer Anwendung auf einem anderen Computer darzustellen. Das X-Window-System implementiert auch kein festes Aussehen der Umgebung, wodurch die Fenstermanager, GUI-Toolkits und Desktop-Umgebungen volle Freiheit bei der optischen Gestaltung und Handhabung haben.

## Liste von Fenstersystemen
- 8½ und rio für Plan 9
- GEM
- PC/GEOS (Graphic Environment Operating System, das Fenstersystem für Commodore 64 und 128)
- Fresco/Berlin
- FBUI
- Qt Extended (vormals Qtopia)
- Quartz Compositor für macOS
- X Window System (Freie Software, De-facto-Standard in Linux und anderen Unix-artigen Betriebssystemen)
- Wayland
- Mir
- Windows Presentation Foundation
- Xynth
- ManaGeR (MGR)
- Twin (Text Window Manager)
- Fenstersysteme für das Web:
  - Dojo
  - TIBCO General Interface – ein Open Source Ajax Internet Application Toolkit
  - WebWM, Web Window Manager